# Крюков, Александр Александрович (комбайнёр)
Александр Александрович Крюков (10 сентября 1921, Прорывное, Челябинская губерния — 24 декабря 1955, Прорывное, Курганская область) — комбайнёр Островской МТС Звериноголовского района Курганской области. Герой Социалистического Труда (1951), участник Великой Отечественной войны, гвардии ефрейтор.

## Биография
Александр Александрович Крюков родился 10 сентября 1921 года в крестьянской семье в станице Прорывной Прорывинского сельсовета Звериноголовского станичного юрта Куртамышского уезда Челябинской губернии, подчинённой Революционному Совету 1-й Революционной Армии Труда РСФСР, ныне село Прорывное входит в Звериноголовский муниципальный округ Курганской области. Русский. У его родителей, Александра Васильевича и Анисьи Ивановны, было 5 детей: три дочери и два сына. Александр — младший.
Окончил семилетнюю школу. С 1939 года работал штурвальным на комбайне. 6 апреля 1941 года призван Звериноголовским РВК в Рабоче-крестьянскую Красную Армию. Участвовал в Великой Отечественной войне с 10 августа 1941 года. Воевал в артиллерии, был трактористом 5-й батареи 24-го гвардейского артиллерийского полка 5-й гвардейской стрелковой дивизии. Был несколько раз ранен. В конце войны беспартийный гвардии ефрейтор Крюков был токарем стационарной тракторной ремонтной базы № 84 3-го Белорусского фронта. Затем служил в 112-м отдельном ремонтно-восстановительном батальоне.
Осенью 1946 года демобилизовался и возвратился в Курганскую область, где стал работать комбайнёром в Островской МТС Звериноголовского района.
Ежегодно перевыполнял план по обмолоту зерновых. В 1950 году обмолотил 9600 центнеров зерновых на участке площадью 630 гектаров. Указом Президиума Верховного Совета СССР от 14 мая 1951 года за достижение высоких показателей на уборке и обмолоте зерновых культур удостоен звания Героя Социалистического Труда с вручением ордена Ленина и золотой медали «Серп и Молот».
Через три года после присвоения звания Героя Социалистического Труда А.А. Крюков заболел. 
Александр Александрович Крюков скончался 24 декабря 1955 года в селе Прорывном Прорывинского сельсовета Звериноголовского района Курганской области, ныне село входит в Звериноголовский муниципальный округ той же области.

## Награды
- Герой Социалистического Труда — указом Президиума Верховного Совета СССР от 14 мая 1951 года
  - Орден Ленина № 140393
  - Медаль «Серп и Молот» № 5915
- Медаль «За боевые заслуги», дважды: 22 мая 1944 года[3] и 2 июня 1945 года[4]
- Медаль «За победу над Германией в Великой Отечественной войне 1941—1945 гг.», 7 ноября 1945 года[5]